# Mateo Sasso

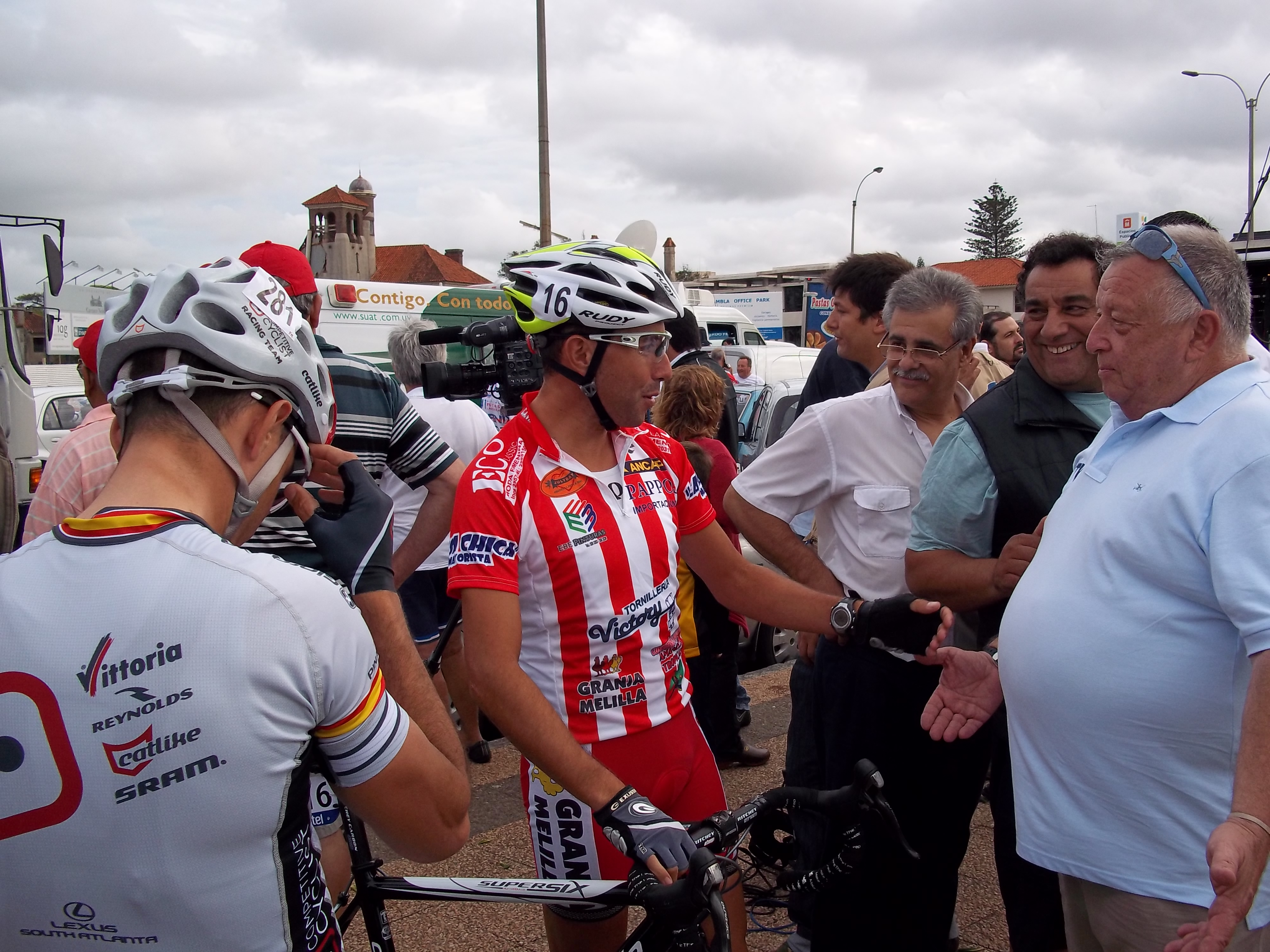
Mateo Sasso (Bildmitte mit der Startnummer 16)

Mateo Martín Sasso Giménez (* 3. Juli 1975) ist ein ehemaliger uruguayischer Straßenradrennfahrer.
Einen ersten Meistertitel sicherte sich Mateo Sasso bereits 1993, damals noch im Jugendbereich, mit dem Campeón del Litoral de Medio Fondo (Küstenmeister im Medio Fondo) in Colonia. In der Saison 1995/96 gewann er in Montevideo für Dolores C.C. startend den nationalen Vizemeistertitel auf der Straße. 1999 wurde er Uruguayischer Meister sowohl im Medio Fondo als auch in der Einerverfolgung. Beim Einzelzeitfahren belegte er in jenem Jahr den dritten Platz. Im Folgejahr schloss er sich einem spanischen Team an. 2001 wurde er Uruguayischer Meister in der 4-km-Einerverfolgung.
2002 gehörte Sasso der bei der 59. Auflage der Vuelta Ciclista del Uruguay teilnehmenden Mannschaft von Juventud de Las Piedras an.
Die Vuelta Ciclista del Uruguay 2005, die sein Mannschaftskollege Álvaro Tardáguila gewann, beendete er, für das Team Dolores C.C. startend, als Vierter der Gesamtwertung. Im Folgejahr gehörte er dem uruguayischen Aufgebot bei den Südamerikaspielen 2006 an. 2007 gewann er in Reihen des Teams Alas Rojas de Santa Lucía die von der Federación Ciclista de Soriano ausgerichtete 17. Ausgabe der Vuelta Chaná. Im Jahr 2008 siegte er als C.C.Dolores-Fahrer beim Radrennen Plaza a Plaza in Dolores vor seinen Team-Kollegen Cristian Larrama und Álvaro Tardáguila.
Bei der Austragung der Vuelta Ciclista del Uruguay im Jahre 2010 ging Sasso für C.C.Dolores an den Start, stieg jedoch vorzeitig nach der siebten Etappe aus. In jenem Jahr nahm er auch an der Rutas de América teil und belegte im Endklassement den 16. Platz. Im Folgejahr nahm er ebenfalls für dieses Team an der Rutas de América teil.
Mateo Sasso fuhr im Jahr 2012 für die Mannschaft des C.A. Villa Teresa und trat mit ihr bei der 2012er-Ausgabe des Straßen-Etappenradrennens Rutas de América an, bei der er Zweiter in der Sprintwertung wurde.

## Teams
- 1993: C.C.Dolores
- 2002: Juventud de Las Piedras
- 2007: Alas Rojas de Santa Lucía
- 2008: C.C.Dolores
- 2010: C.C.Dolores
- 2011: C.C.Dolores
- 2012: C.A. Villa Teresa